# Leah Metcalf
Leah Metcalf (ur. 18 września 1983 w Takoma Park) – amerykańska koszykarka, występująca na pozycjach rozgrywającej oraz rzucającej.

## Osiągnięcia
Stan na 3 września 2016, na podstawie, o ile nie zaznaczono inaczej.
NCAA
- Uczestniczka rozgrywek:
  - Elite Eight turnieju NCAA (2005)
  - Sweet Sixteen turnieju NCAA (2002)
- Mistrzyni turnieju konferencji Atlantic Coast (ACC – 2005)
- Wicemistrzyni turnieju ACC (2002–2004)
- Laureatka nagrody Athletic Director’s Scholar-Athlete Award (2005)
- Zaliczona do:
  - I składu:
    - pierwszorocznych zawodniczek konferencji ACC (2002)
    - turnieju Lady Rebel Shootout (2005)

  - II składu turnieju ACC (2003)

Drużynowe
- Mistrzyni:
  - Szwecji (2011)
  - Luksemburga (2008)
- Brązowa medalistka mistrzostw Polski (2012, 2014)
- Zdobywczyni Pucharu Polski (2016)[4]

Indywidualne
(* – nagrody przyznane przez portal eurobasket.com)
- MVP:
  - ligi luksemburskiej (2008)
  - Pucharu Polski (2016)[5]
  - finałów mistrzostw Szwecji (2011)
- Defensywna Zawodniczka Roku ligi szwedzkiej (2009)*
- Najlepsza:
  - zagraniczna zawodniczka ligi szwedzkiej (2009)*
  - zawodniczka występująca na pozycji obrońcy ligi szwedzkiej (2009, 2011)*
- Zaliczona do:
  - I składu:
    - Women's Blue Chip Basketball League (WBCBL – 2006)
    - ligi szwedzkiej (2009, 2011)*
    - defensywnego ligi szwedzkiej (2009)*

  - II składu PLKK (2014)*
  - składu:
    - PLKK Honorable Mention (2012)*
    - najlepszych zawodniczek zagranicznych ligi szwedzkiej (2009, 2011)*
- Liderka:
  - ligi szwedzkiej w:
    - przechwytach (2009)
    - asystach (2009, 2011)